# Emanuel Tov
Emanuel Tov (en hebreo: עמנואל טוב; nacido el 15 de septiembre de 1941, Ámsterdam, Países Bajos) es profesor emérito en el Departamento de Biblia de la Universidad Hebrea de Jerusalén.

## Investigación

### Septuaginta
Los estudios de Emanuel Tov sobre la Septuaginta se centraron primero en el desarrollo de la traducción interna y gradualmente se trasladaron a la importancia de esta traducción para el estudio de la Biblia: las primeras revisiones de la Septuaginta, la técnica de traducción, la reconstrucción del texto original hebreo de la traducción griega, el valor de la Septuaginta para el estudio textual de la Biblia hebrea, la importancia de ciertos libros de la Septuaginta para la exégesis de los libros hebreos y la comprensión de su desarrollo literario, el lugar de la fuente hebrea de la Septuaginta en el desarrollo del texto de la Biblia.
Las publicaciones iniciales de Tov sobre la Septuaginta se centran en las primeras revisiones de esa traducción, que pretendían aproximar el texto griego al texto hebreo que actualmente había en Israel desde el siglo I a. C. hasta el siglo II d. C. Para esa investigación, estableció principios sólidos al determinar los criterios para definir y caracterizar las revisiones. Su interés por los asuntos de la técnica de traducción y la reconstrucción del texto principal hebreo de la Septuaginta fue influenciada por su trabajo práctico en el HUBP (Proyecto Bíblico de la Universidad Hebrea). En esa investigación, combinó el trabajo de campo en ese proyecto con la formulación de reglas abstractas para la evaluación de detalles en la Septuaginta, aportando así, crecimiento constantemente en estas áreas. Estas reglas fueron formuladas en su libro teórico sobre la Septuaginta que surgió de sus cursos en la Universidad Hebrea, cada año en un libro bíblico diferente.
Posteriormente, el enfoque del interés de Tov se trasladó a la importancia de la Septuaginta para la erudición bíblica, tanto para la crítica textual como literaria. En varios libros, la Septuaginta refleja una base hebrea que debe tenerse en cuenta en la exégesis de esos libros más allá de pequeños detalles, tanto cuando, según Tov, el texto principal hebreo de la Septuaginta precedió al Texto Masorético (Josué, 1 Samuel 16-18, Jeremías, Ezequiel, etc.) y cuando este sirve como una capa exegética que reacciona ante el precursor del Texto Masorético (1 Reyes, Esther y Daniel). Según Tov, en todos estos libros, el exegeta de los libros hebreos debe tener en cuenta la traducción griega. Una condición previa para este procedimiento es que el análisis de la técnica de traducción, habrá establecido que la Septuaginta es una buena fuente para analizar el texto que se encuentra frente a él. De entre todos los primeros testigos del texto bíblico, los mejores para analizar las etapas de su desarrollo literario son el Texto Masorético y la Septuaginta, algunos textos de Qumran y el Pentateuco Samaritano. Tov cree que el análisis de los primeros testigos, como la Septuaginta, enriquece nuestra exégesis y nos ayuda a comprender las últimas etapas del desarrollo de la literatura bíblica en libros específicos.

## Libros de su autoría
1. The Book of Baruch also Called I Baruch (Greek and Hebrew) (Texts and Translations 8, Pseudepigrapha Series 6; Missoula, Mont.: Scholars Press, 1975).
2. The Septuagint Translation of Jeremiah and Baruch: A Discussion of an Early Revision of Jeremiah 29–52 and Baruch 1:1–3:8 (HSM 8; Missoula, Mont.: Scholars Press, 1976).
3. The Text-Critical Use of the Septuagint in Biblical Research (Jerusalem Biblical Studies 3; Jerusalem: Simor, 1981).
3*. The Text-Critical Use of the Septuagint in Biblical Research (Second Edition, Revised and Enlarged; Jerusalem Biblical Studies 8; Jerusalem: Simor, 1997).
3**. The Text-Critical Use of the Septuagint in Biblical Research (Third Edition, Completely Revised and Enlarged; Winona Lake, IN: Eisenbrauns, 2015).
4. With J. R. Abercrombie, W. Adler, and R. A. Kraft: Computer Assisted Tools for Septuagint Studies (CATSS), Volume 1, Ruth (SCS 20; Atlanta, Georgia: Scholars Press, 1986).
5. A Computerized Data Base for Septuagint Studies: The Parallel Aligned Text of the Greek and Hebrew Bible (CATSS Volume 2; JNSLSup 1; 1986).
6. With D. Barthélemy, D. W. Gooding, and J. Lust: The Story of David and Goliath, Textual and Literary Criticism, Papers of a Joint Venture (OBO 73; Fribourg/Göttingen: Éditions universitaires/Vandenhoeck & Ruprecht, 1986).
7. Textual Criticism of the Bible: An Introduction (Heb.; Jerusalem: Bialik Institute, 1989).
7*. Second corrected printing of: Textual Criticism of the Bible: An Introduction (Heb.; Jerusalem: Bialik Institute, 1997).
7**. Textual Criticism of the Bible: An Introduction (2nd ed., revised and expanded; The Biblical Encyclopaedia Library 31; Heb.; Jerusalem: Bialik Institute, 2013).
7a. Expanded and updated version of 7: Textual Criticism of the Hebrew Bible (Minneapolis and Assen/Maastricht: Fortress Press and Van Gorcum, 1992).
7a*. Textual Criticism of the Hebrew Bible (2d rev. ed.; Minneapolis and Assen: Fortress Press/Royal Van Gorcum, 2001).
7a**. Textual Criticism of the Hebrew Bible (3rd ed., revised and expanded; Minneapolis: Fortress Press, 2012).
7b. German version of 7a (revised and updated): Der Text der Hebräischen Bibel: Handbuch der Textkritik (trans. H.-J. Fabry; Stuttgart/Berlin/Cologne: Kohlhammer, 1997).
7c. Russian version of 7b (revised and updated): Tekstologiya Vetchoga Zaveta (trans. K. Burmistrov and G. Jastrebov; Moscow: Biblisko-Bagaslovski Institut Sv. Apostola Andrjeya [St. Andrews Theological Seminary], 2001).
8. With the collaboration of R. A. Kraft: The Greek Minor Prophets Scroll from Nahal Hever (8HevXIIgr) (The Seiyal Collection I) (DJD VIII; Oxford: Clarendon, 1990).
8*. Revised edition of 8: The Greek Minor Prophets Scroll from Nahal Hever (8HevXIIgr) (The Seiyal Collection I) (DJD VIII; Oxford: Clarendon, “Reprinted with corrections 1995”).
9. With the collaboration of S. J. Pfann: The Dead Sea Scrolls on Microfiche: A Comprehensive Facsimile Edition of the Texts from the Judean Desert, with a Companion Volume (Leiden: E.J. Brill/IDC, 1993).
9*. Revised edition of 9: Companion Volume to The Dead Sea Scrolls Microfiche Edition (2d rev. ed.; Leiden: E.J. Brill/IDC, 1995).
10. With C. Rabin and S. Talmon: The Hebrew University Bible, The Book of Jeremiah (Jerusalem: Magnes Press, 1997).
11. The Greek and Hebrew Bible – Collected Essays on the Septuagint (VTSup 72; Leiden/ Boston/Cologne: E.J. Brill, 1999).
11.* Unchanged paperback edition of The Greek and Hebrew Bible – Collected Essays on the Septuagint (Atlanta: Society of Biblical Literature, 2006).
12a. With D. W. Parry: The Dead Sea Scrolls Reader, Part 1, Texts Concerned with Religious Law) (Leiden/Boston: E.J. Brill, 2004)
12b. With D. W. Parry: The Dead Sea Scrolls Reader, Part 2, Exegetical Texts (Leiden/ Boston: E.J. Brill, 2004).
12c. With D. W. Parry: The Dead Sea Scrolls Reader, Part 3, Parabiblical Texts (Leiden/ Boston: E.J. Brill, 2005).
12d. With D. W. Parry: The Dead Sea Scrolls Reader, Part 4, Calendrical and Sapiential Texts (Leiden/Boston: E.J. Brill, 2004).
12e. With D. W. Parry: The Dead Sea Scrolls Reader, Part 5, Poetic and Liturgical Texts (Leiden/Boston: E.J. Brill, 2005).
12f. With D. W. Parry: The Dead Sea Scrolls Reader, Part 6, Additional Genres and Unclassified Texts (Leiden/Boston: E.J. Brill, 2005).
12*. With D.W. Parry, and in association with G.I. Clements: The Dead Sea Scrolls Reader, Volumes 1–2 (2nd edition, revised and expanded; Leiden: Brill, 2014).
13. Scribal Practices and Approaches Reflected in the Texts Found in the Judean Desert (STDJ 54; Leiden/Boston: E.J. Brill, 2004).
14. Hebrew Bible, Greek Bible, and Qumran – Collected Essays (TSAJ 121; Tübingen: Mohr Siebeck, 2008).
15. Revised Lists of the Texts from the Judaean Desert (Leiden/Boston: Brill, 2010).
16. Textual Criticism of the Hebrew Bible, Qumran, Septuagint: Collected Writings, Volume 3 (VTSup 167; Leiden: Brill, 2015).

## Libros editados

### Descubribientos en el Desierto de Judea
1. P. W. Skehan, E. Ulrich, and J. E. Sanderson, Qumran Cave 4.IV: Palaeo-Hebrew and Greek Biblical Manuscripts (DJD IX; Oxford: Clarendon, 1992).
2. E. Qimron and J. Strugnell, Qumran Cave 4.V: Miqsat Ma’ase ha-Torah (DJD X; Oxford: Clarendon, 1994).
3. E. Eshel et al., in consultation with J. VanderKam and M. Brady, Qumran Cave 4.VI: Poetical and Liturgical Texts, Part 1 (DJD XI; Oxford: Clarendon, 1998).
4. E. Ulrich and F. M. Cross, eds., Qumran Cave 4.VII: Genesis to Numbers (DJD XII; Oxford: Clarendon, 1994 [repr. 1999]).
5. H. Attridge et al., in consultation with J. VanderKam, Qumran Cave 4.VIII: Parabiblical Texts, Part 1 (DJD XIII; Oxford: Clarendon, 1994).
6. E. Ulrich and F. M. Cross, eds., Qumran Cave 4.IX: Deuteronomy, Joshua, Judges, Kings (DJD XIV; Oxford: Clarendon, 1995 [repr. 1999]).
7. E. Ulrich et al., Qumran Cave 4.X: The Prophets (DJD XV; Oxford: Clarendon, 1997).
8. E. Ulrich et al., Qumran Cave 4.XI: Psalms to Chronicles (DJD XVI; Oxford: Clarendon, 2000).
9. F. M. Cross, D. W. Parry, R. Saley, E. Ulrich, Qumran Cave 4.XII: 1–2 Samuel (DJD XVII; Oxford: Clarendon, 2005).
10. J. M. Baumgarten, Qumran Cave 4.XIII: The Damascus Document (4Q266–273) (DJD XVIII; Oxford: Clarendon, 1996).
11. M. Broshi et al., in consultation with J. VanderKam, Qumran Cave 4.XIV: Parabiblical Texts, Part 2 (DJD XIX; Oxford: Clarendon, 1995).
12. T. Elgvin et al., in consultation with J. A. Fitzmyer, S.J., Qumran Cave 4.XV: Sapiential Texts, Part 1 (DJD XX; Oxford: Clarendon, 1997).
13. S. Talmon, J. Ben-Dov, and U. Glessmer, Qumran Cave 4.XVI: Calendrical Texts (DJD XXI; Oxford: Clarendon, 2001).
14. G. Brooke et al., in consultation with J. VanderKam, Qumran Cave 4.XVII: Parabiblical Texts, Part 3 (DJD XXII; Oxford: Clarendon, 1996).
15. F. García Martínez, E. J. C. Tigchelaar, and A. S. van der Woude, Qumran Cave 11.II: 11Q2–18, 11Q20–31 (DJD XXIII; Oxford: Clarendon, 1998).
16. M. J. W. Leith, Wadi Daliyeh I: The Wadi Daliyeh Seal Impressions (DJD XXIV; Oxford: Clarendon, 1997).
17. É. Puech, Qumran Cave 4.XVIII: Textes hébreux (4Q521–4Q528, 4Q576–4Q579) (DJD XXV; Oxford: Clarendon, 1998).
18. P. Alexander and G. Vermes, Qumran Cave 4.XIX: 4QSerekh Ha-Yah≥ad and Two Related Texts (DJD XXVI; Oxford: Clarendon, 1998).
19. H. M. Cotton and A. Yardeni, Aramaic, Hebrew, and Greek Documentary Texts from Nah≥al H≥ever and Other Sites, with an Appendix Containing Alleged Qumran Texts (The Seiyâl Collection II) (DJD XXVII; Oxford: Clarendon, 1997).
20. D. M. Gropp, Wadi Daliyeh II: The Samaria Papyri from Wadi Daliyeh; E. Schuller et al., in consultation with J. VanderKam and M. Brady, Qumran Cave 4.XXVIII: Miscellanea, Part 2 (DJD XXVIII; Oxford: Clarendon, 2001).
21. E. Chazon et al., in consultation with J. VanderKam and M. Brady, Qumran Cave 4.XX: Poetical and Liturgical Texts, Part 2 (DJD XXIX; Oxford: Clarendon, 1999).
22. D. Dimant, Qumran Cave 4.XXI: Parabiblical Texts, Part 4: Pseudo-Prophetic Texts (DJD XXX; Oxford: Clarendon, 2001).
23. É. Puech, Qumran Cave 4.XXII: Textes araméens, première partie: 4Q529–549 (DJD XXXI; Oxford: Clarendon, 2001).
24. D. Pike and A. Skinner, in consultation with J. VanderKam and M. Brady, Qumran Cave 4.XXIII: Unidentified Fragments (DJD XXXIII; Oxford: Clarendon, 2001).
25. J. Strugnell, D. J. Harrington, S.J., and T. Elgvin, in consultation with J. A. Fitzmyer, S.J., Qumran Cave 4.XXIV: 4QInstruction (Musar leMevîn): 4Q415 ff. (DJD XXXIV; Oxford: Clarendon, 1999).
26. J. Baumgarten et al., Qumran Cave 4.XXV: Halakhic Texts (DJD XXXV; Oxford: Clarendon, 1999).
27. S. J. Pfann, Cryptic Texts; P. Alexander et al., in consultation with J. VanderKam and M. Brady, Qumran Cave 4.XXVI: Miscellanea, Part 1 (DJD XXXVI; Oxford: Clarendon, 2000).
28. H. Cotton et al., in consultation with J. VanderKam and M. Brady, Miscellaneous Texts from the Judaean Desert (DJD XXXVIII; Oxford: Clarendon, 2000).
29. E. Tov (ed.), The Texts from the Judaean Desert: Indices and an Introduction to the Discoveries in the Judaean Desert Series (DJD XXXIX; Oxford: Clarendon, 2002).
30. M. G. Abegg, Jr., with J. E. Bowley and E. M. Cook, in consultation with E. Tov, The Dead Sea Scrolls Concordance I. The Non-Biblical Texts from Qumran (Leiden: E.J. Brill, 2003).
31. H. Stegemann with E. Schuller, and C. Newsom (translations), Qumran Cave 1.III: 1QHodayota with Incorporation of 1QHodayotb and 4QHodayota–f (DJD XL; Oxford: Clarendon, 2009).
32. É. Puech, Qumran Cave 4.XXVII: Textes araméens, deuxième partie: 4Q550–575a, 580–587 et Appendices (DJD XXXVII; Oxford: Clarendon, 2009).
33. E. Ulrich and P. W. Flint, Qumran Cave 1.II: The Isaiah Scrolls (DJD XXXII; Oxford: Clarendon, 2010).